# At Laz Meridian
At Laz Meridian (ラズ・メリディアン, Laz Meridian) est un shōjo manga écrit et dessiné par Satoru Yuiga. Il est prépublié entre 2005 et 2009 dans le magazine Monthly Princess, puis compilé en six volumes reliés par Akita Shoten. La version française a été publiée en intégralité par Doki-Doki.

## Synopsis
Deux lycéens ordinaires, Mana et Chihiro, se revoient pour la première fois après 10 ans. Chihiro offre à Mana la bague de Claddagh, qui la conduit dans un autre monde, Avalon. Elle y rencontre Lancelot, un garçon chevalier  piégé à Avalon depuis longtemps et incapable de retourner dans sa ville natale. À la suite de sa promesse de trouver un moyen de le ramener dans son monde d'origine, commence le nouveau quotidien de Mana à Avalon.

## Liste des volumes
| no | Japonais         | Japonais          | Français         | Français          |
| no | Date de sortie   | ISBN              | Date de sortie   | ISBN              |
| -- | ---------------- | ----------------- | ---------------- | ----------------- |
| 1  | 16 février 2006  | 978-4-25315-381-2 | 3 décembre 2008  | 978-2-35078-556-1 |
| 2  | 15 décembre 2006 | 978-4-25315-382-9 | 11 mars 2009     | 978-2-35078-610-0 |
| 3  | 13 juillet 2007  | 978-4-25315-383-6 | 1er juillet 2009 | 978-2-35078-675-9 |
| 4  | 16 mai 2008      | 978-4-25315-384-3 | 10 novembre 2009 | 978-2-35078-790-9 |
| 5  | 16 avril 2009    | 978-4-25315-385-0 | 10 mars 2010     | 978-2-35078-877-7 |
| 6  | 15 janvier 2010  | 978-4-25315-386-7 | 23 juin 2010     | 978-2-35078-952-1 |

### Œuvres

#### Édition japonaise
1. ↑  « Manga VO Laz meridian jp Vol.1 ( YUIGA Satoru / YUIGA Satol YUIGA Satoru / YUIGA Satol ) ラズ・メリディアン », sur manga-news.com (consulté le 29 avril 2021)
2. ↑  « Manga VO Laz meridian jp Vol.2 ( YUIGA Satoru / YUIGA Satol YUIGA Satoru / YUIGA Satol ) ラズ・メリディアン », sur manga-news.com (consulté le 29 avril 2021)
3. ↑  « Manga VO Laz meridian jp Vol.3 ( YUIGA Satoru / YUIGA Satol YUIGA Satoru / YUIGA Satol ) ラズ・メリディアン », sur manga-news.com (consulté le 29 avril 2021)
4. ↑  « Manga VO Laz meridian jp Vol.4 ( YUIGA Satoru / YUIGA Satol YUIGA Satoru / YUIGA Satol ) ラズ・メリディアン », sur manga-news.com (consulté le 29 avril 2021)
5. ↑  « Manga VO Laz meridian jp Vol.5 ( YUIGA Satoru / YUIGA Satol YUIGA Satoru / YUIGA Satol ) ラズ・メリディアン », sur manga-news.com (consulté le 29 avril 2021)
6. ↑  « Manga VO Laz meridian jp Vol.6 ( YUIGA Satoru / YUIGA Satol YUIGA Satoru / YUIGA Satol ) ラズ・メリディアン », sur manga-news.com (consulté le 29 avril 2021)

#### Édition française
1. ↑  « Vol.1 At Laz Meridian - Manga », sur manga-news.com (consulté le 29 avril 2021)
2. ↑  « Vol.2 At Laz Meridian - Manga », sur manga-news.com (consulté le 29 avril 2021)
3. ↑  « Vol.3 At Laz Meridian - Manga », sur manga-news.com (consulté le 29 avril 2021)
4. ↑  « Vol.4 At Laz Meridian - Manga », sur manga-news.com (consulté le 29 avril 2021)
5. ↑  « Vol.5 At Laz Meridian - Manga », sur manga-news.com (consulté le 29 avril 2021)
6. ↑  « Vol.6 At Laz Meridian - Manga », sur manga-news.com (consulté le 29 avril 2021)